# Estádio José Araújo
Estádio José Araújo – stadion piłkarski, w Eunápolis, Bahia, Brazylia, na którym swoje mecze rozgrywa klub Eunápolis Esporte Clube.